# Время ярости
«Время ярости» (англ. «Amok Time»), в другом переводе «Амок» — первый эпизод второго сезона американского научно-фантастического телесериала «Звёздный путь», впервые показанный на телеканале NBC 15 сентября 1967 года.

## Сюжет

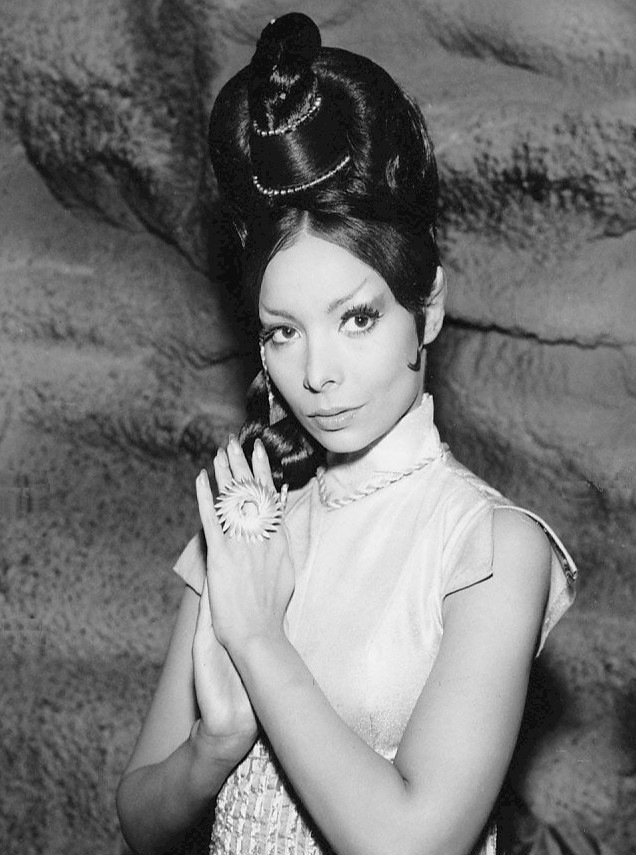
Арлин Мартел в роли Т’Принг

В звёздную дату 3372.7 звездолёт Федерации «Энтерпрайз» под командованием Джеймса Тиберия Кирка направляется на Альтаир VI, где вскоре должна состояться церемония коронации нового президента планеты. В это время старший офицер Спок начинает вести себя странно. Будучи наполовину вулканцем он обычно сдерживает свои эмоции, но теперь стал раздражительным и агрессивным. Спок просит у Кирка отпуск и собирается отправиться на свою родную планету Вулкан. Доктор МакКой проводит медицинское обследование вулканца и сообщает, что жизнь Спока находится в большой опасности.
Вскоре Спок рассказывает Кирку, что вулканцам ещё в детстве выбирается жена и каждые семь лет вулканец должен на родной планете участвовать в обряде «Пон фарр». Он объясняет, что в противном случае вулканец умирает. Кирк ставит под угрозу свою карьеру и направляет корабль к Вулкану, игнорируя приказ Звёздного флота лететь на инаугурацию. На планету спускаются Спок, Кирк и МакКой. Людям предлагают покинуть церемонию, которая может показаться им странной, но капитан и доктор остаются. Жена Спока Т’Принг желает, чтобы он сражался за неё с кем-то, кого она сама должна выбрать. Победителю достаётся она сама. Т’Принг выбирает в противники Споку капитана. Кирк соглашается, думая, что сможет поддаться в драке и тем самым завершить её, но вскоре узнаёт, что ритуал требует драки до смерти.
Спок физически превосходит Кирка и преимущество в бою переходит к вулканцу, он даже ранит Кирка. Доктор МакКой просит паузу и вводит капитану препарат, который должен помочь тому справиться с разрежённым воздухом планеты. В пылу драки Спок наносит Кирку несколько сильных ударов и тот падает без дыхания. Доктор и вулканец поднимают тело капитана на корабль. Спок, обретя обычное своё состояние и контроль над эмоциями, винит себя в смерти своего лучшего друга, но в это время появляется живой и невредимый Джеймс Кирк. Доктор МакКой обманул вулканцев и ввёл капитану препарат, имитирующий смерть, но на самом деле лишь замедляющий функции организма. В пылу радости Спок на секунду поддаётся эмоциям, но вскоре берёт себя под контроль.

## Отзывы
Зак Хэндлен из The A.V. Club поставил этому эпизоду оценку «A», назвав его потрясающим открытием второго сезона. Он отметил, что эпизод намного расширяет вселенную «Звёздного пути» в целом и характер Спока в частности.
В 2016 году The Hollywood Reporter поставил эпизод на 28-е место среди лучших телевизионных эпизодов всех телевизионных франшиз «Звёздный путь», включая живые выступления и мультсериалы, но не считая фильмы.

## В культуре
В этом эпизоде впервые появляется вулканский салют — поднятая вперёд ладонь с разведёнными средним и безымянным пальцем и вытянутым большим. Этот жест использовался вулканцами в последующих эпизодах и сериалах, а также в полнометражных фильмах «Звёздного пути», и стал широко популярен среди поклонников франшизы.
Музыкальное сопровождение, написанное Джеральдом Фрайдом и звучащее во время сражения, стало стандартной музыкальной темой для боевых сцен на протяжении всего второго сезона сериала. Музыка также использовалась в фильме «Кабельщик» с Джимом Керри и в эпизодах мультсериала «Симпсоны», среди которых Deep Space Homer и The Day the Earth Stood Cool, также это гимн родной планеты доктора Зойдберга из мультсериала «Футурама». Серия «Футурамы» Why Must I Be a Crustacean in Love? пародирует этот эпизод и содержит прямые цитаты из него.